# Distrikt Inchupalla
Der Distrikt Inchupalla liegt in der Provinz Huancané in der Region Puno in Südost-Peru. Der Distrikt besitzt eine Fläche von 297 km². Beim Zensus 2017 wurden 2751 Einwohner gezählt. Im Jahr 1993 betrug die Einwohnerzahl 4223, im Jahr 2007 3586. Sitz der Distriktverwaltung ist die 3932 m hoch gelegene Ortschaft Inchupalla mit 172 Einwohnern (Stand 2017). Inchupalla befindet sich 23 km nordnordöstlich der Provinzhauptstadt Huancané.

## Geographische Lage
Der Distrikt Inchupalla befindet sich im Andenhochland nördlich des Titicacasees im zentralen Norden der Provinz Huancané. Das Areal wird nach Nordwesten und nach Westen zum Río Huancané entwässert.
Der Distrikt Inchupalla grenzt im äußersten Südwesten an den Distrikt Huancané, im Westen an den Distrikt Huatasani, im Norden an den Distrikt Quilcapuncu (Provinz San Antonio de Putina), im Osten an den Distrikt Cojata sowie im Süden an den Distrikt Vilque Chico.

## Ortschaften
Im Distrikt gibt es neben dem Hauptort folgende größere Ortschaften:
- Munaypa